# Orderville
Orderville ist eine Gemeinde im Kane County im US-Bundesstaat Utah. Orderville liegt zwischen Mount Carmel und Glendale. Das U.S. Census Bureau hat bei der Volkszählung 2020 eine Einwohnerzahl von 598 ermittelt.
Orderville wird vom U.S. Highway 89 tangiert. In der Nähe liegt der Zion-Nationalpark, der Bryce-Canyon-Nationalpark, das Grand Staircase-Escalante National Monument und der Coral Pink Sand Dunes State Park.
Der Name der Ortschaft geht auf die dort praktizierte "Vereinigte Ordnung" (United Order) zurück.